# Robuzy
Robuzy (deutsch: Rawusen) ist ein Ortsteil der Landgemeinde Płoskinia im polnischen Powiat Braniewski der Woiwodschaft Ermland-Masuren. Im Jahr 2007 hatte Robuzy 10 Einwohner; 1905 waren es noch 146.
Das Dorf liegt etwa 5 Kilometer südlich von Płoskinia und 19 Kilometer südöstlich von Braniewo. Bis 1772 gehörte das Gebiet zum Königreich Polen und von 1772 bis 1945 zur Provinz Ostpreußen im Königreich Preußen beziehungsweise Deutschland.